# ارين إيفانز
ارين إيفانز (بالإنجليزية: Warren Evans)‏ هو سياسي أمريكي، ولد في 30 ديسمبر 1948 في ديترويت في الولايات المتحدة. حزبياً، نشط في الحزب الديمقراطي.